# Russ Titelman
Russ Titelman est un musicien et producteur américain.

## Biographie
Après avoir travaillé pendant 20 ans pour Warner, il est devenu producteur indépendant en 1997 et a fondé son propre label musical Walking Liberty Records.
Son travail lui a valu à ce jour 3 Grammy Awards.
Sa sœur Susan est mariée au guitariste Ry Cooder.

## Discographie

### Comme producteur
- 1971 : Little Feat (Warner)
- 1992 : Eric Clapton, Rush (Warner)